# René Slováčková
René Slováčková (* 11. srpna 1977 Praha) je česká herečka.

## Život
Jejím otcem je klarinetista a saxofonista Felix Slováček. Vystudovala konzervatoř. Poté byla na stipendiu v Horáckém divadle v Jihlavě. Podle vlastního vyjádření ji účinkování v divadle chybí.
Zastávala post šéfredaktorky dámského časopisu MADAME, později RENÉE. Dlouhodobě se věnuje dabingu filmů a seriálů, účinkuje v reklamách. Od roku 2002 je hlasem T-Mobile v hlasovém automatu IVR.
Mezi její spjaté herečky patři Gal Gadotová, Scarlett Johanssonová, Charlize Theronová a Jaimie Alexander. 

## Filmografie

### Herectví
- 1990 Poslední motýl
- 1994 Prima sezóna – Dovolilová v 1. dílu Zimní příhoda
- 1998 Na lavici obžalovaných justice – Brigita Pečenková
- 1999 Vysoká funkce – sekretářka
- 2002 Městečko – Maru
- 2005 Ordinace v růžové zahradě

### Dabing (výběr)
- 1999 Rosalinda
- 2002 Kriminálka Miami
- 2004 Zoufalé manželky
- 2005 Blood + Medicopter 117Dr. Karin Thaler
- 2005–2013 Námořní vyšetřovací služba-zvláštní agentka Ziva Davidová
- 2010–2013 Transformers Prime – Arcee

Z dalších činností můžeme zmínit například propůjčení svého hlasu IVR T-Mobile.
- 2015 Alenka – dívka, která se nestane (Vedoucí)
- 2015 Jeden Průšvih Za Druhým (Královna Plesu)
- Star Wars Povstalci (2014) – Sedmá sestra
- Star Wars: Dobrodružství Freemakerů (2016) – Naare
- Flash (2023) – Wonder Woman
- Star Wars: Příběhy z Impéria (2024) – Bo-Katan Kryze, Selena